# 1775 aux échecs
| Années des échecs : 1772 - 1773 - 1774 - 1775 - 1776 - 1777 - 1778    |
| Décennies des échecs : 1740 - 1750 - 1760 - 1770 - 1780 - 1790 - 1800 |

Cet article présente les faits marquants de l'année 1775 aux échecs.

## Divers
Jean Huber peint Volontaires jouant aux échecs avec le père Adam.

## Naissances
Traugott Eberwein, auteur du premier opéra sur le thème du jeu d’échecs.